# Cabarita (rijeka)
Rijeka Cabarita, izvorno Cabaritta, je rijeka na Jamajci. Rijeka Mayfield je njena pritoka.